# زاوية سيدي بن شرقي
زاوية سيدي محمد بن شرقي أو زاوية سيدي بونجار أو زاوية العطاف هي إحدى الزوايا في الجزائر الواقعة في بلدية العطاف بدائرة العطاف ضمن ولاية عين الدفلى وجبال الظهرة وسهل الشلف وسهل خميس مليانة، والتابعة لمنهاج الطريقة الرحمانية.

## التأسيس
تم تأسيس زاوية سيدي بن شرقي خلال القرن التاسع عشر الميلادي من طرف سيدي محمد بن شرقي بونجار (1815م-1923م) أجل التربية والتعليم في موقع «قرية الشكاكنية» في أعالي بلدية العبادية في جبال الظهرة، وكانت بمثابة منارة استضاء بها أهل سهل الشلف وسهل خميس مليانة لقرون.
وكانت هذه المنطقة زاخرة بالعديد من الزوايا التي من بينها «زاوية سيدي أحمد بن يوسف» بمليانة، و«زاوية سيدي محمد بلجيلالي» بتيبركانين، و«زاوية سيدي الطيب العيشوني» بسيدي الأخضر، و«زاوية سيدي بن أحمد» ببوراشد، و«زاوية سيدي علي الحضري» بجليدة، و«زاوية سيدي عبد العزيز» بالعامرة، و«زاوية سيدي بلحاج» بعريب.

## فيضان وادي الشلف
بما أن زاوية سيدي بن شرقي بونجار تقع على ضفة وادي الشلف على مستوى بلدية العبادية في ولاية عين الدفلى، فإن هذه المدرسة القرآنية تعاني مع دخول كل فصل شتاء من خطر فيضانات وادي الشلف مع وادي تاغية.
ذلك أن هذه الزاوية تشهد تدفق سيول الأمطار كل أرجاء المدرسة لتغمرها، بما فيها البيوت الطوبية التي تأوي الطلبة من حفظة القرآن، وكذلك أضرحة المقبرة المحاذية للزاوية.
ولم تشفع لها الحواجز الترابية الموجودة على ضفاف وادي الشلف مع وادي تاغية لتفادي وصول مياه الوادين إلى الزاوية، وضريح سيدي بن شرقي، إلى جانب مساحات زراعية شاسعة.
وهذا الغمر المتكرر سنويا يستدعي حماية هذا المعلم الديني والسياحي الذي تزخر به قرية الشكاكنية من خطر سيول الأمطار.

## التصنيف السياحي
تم تصنيف زاوية سيدي بن شرقي بونجار باعتبارها معلما سياحيا من طرف «لجنة السياحة والصناعات التقليدية» في ولاية عين الدفلى.
وصارت بذلك هذه الزاوية مُدرجة ضمن برنامج السياحة الشعائرية مع السياحة الثقافية في الجزائر.

## المهام

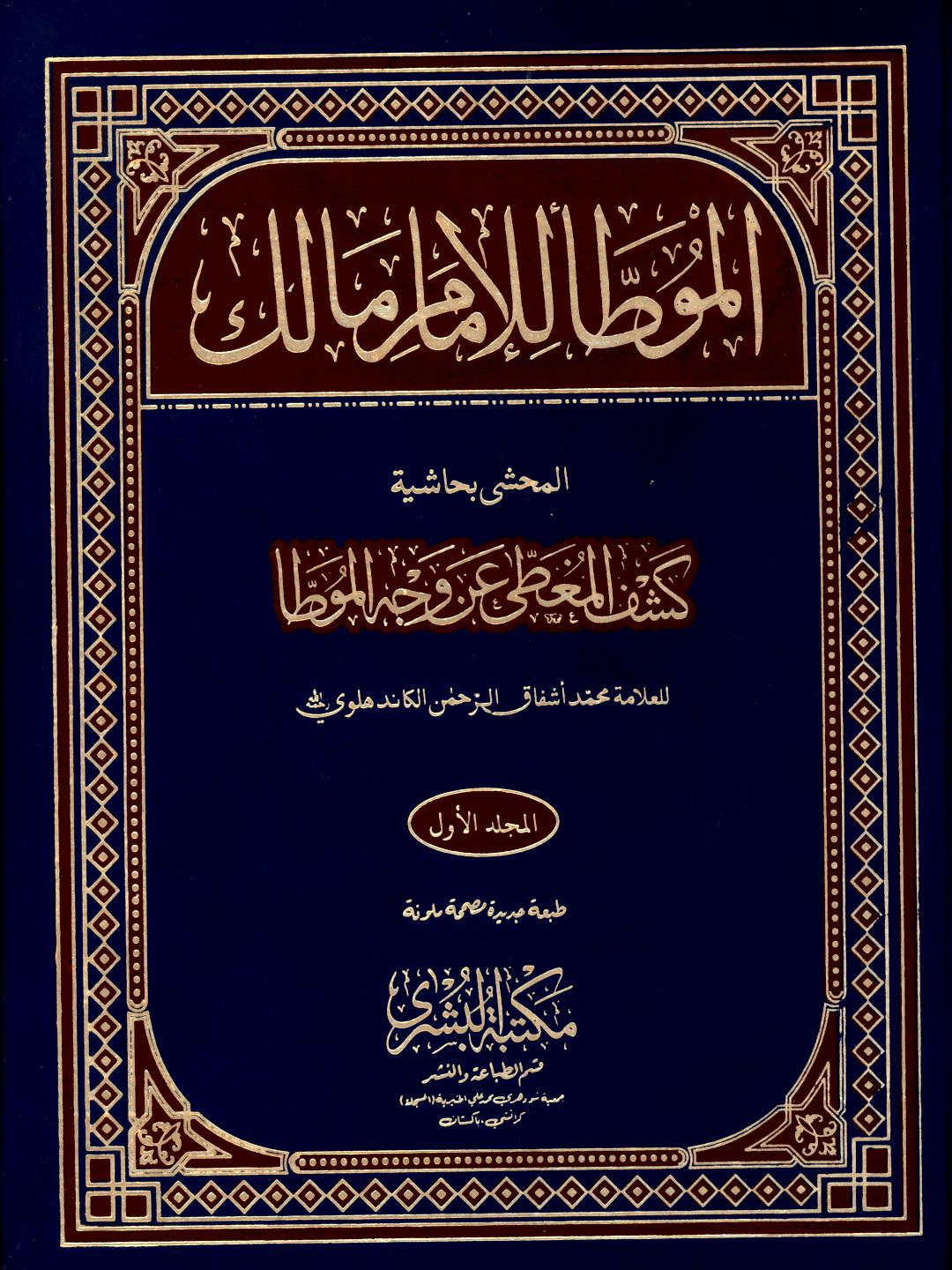
موطأ الإمام مالك

لعبت «زاوية سيدي بن شرقي بونجار» أدوارا تعليمية وتربوية هامة منذ نشأتها معتمدة في ذلك على المرجعية الدينية الجزائرية، وتخرج على يديها العديد من العلماء والمصلحين ساهمـوا في نشـر تعاليـم الإسلام، وقاومـوا حملات التبشير النصراني بقيادة الكنيسة الكاثوليكية التي باركت وصاحبت الحملة الفرنسية على الجزائر.
وتتمثل مهام الزاوية حاليا في تعليم وحفظ القرآن الكريم وفق رواية ورش عن نافع من طريق الإمام الأزرق وكذلك من طريق الإمام الأصبهاني، التي اعتمدتها أجيال الشعب الجزائري منذ أكثر من اثني عشر قرنا، بما يسمح بتخرج سنوي لعشرات الطلبة الحافظين للقرآن الكريم بأحكامه والحديث النبوي الشريف ومعلمي القرآن والمرشدات الدينيات.
ويُعتمد عليهم في تأطير مختلف مساجد ولاية عين الدفلى وخارجها، خاصة في شهر رمضان بتزويد المساجد بالمقرئين، بالإضافة إلى نشاطات سنوية ستسهر إدارة الزاوية على إقامتها بشكل منتظم في المناسبات الدينية، كإحياء ذكرى المولد النبوي الشريف وغيرها.
ويندرج نشاط هذه الزاوية ضمن العديد من الزوايا والمدارس القرآنية وكتاتيب تعليم وحفظ القرآن وأحكامه والمساجد على تراب ولاية عين الدفلى.

## الموقع
تقع «زاوية سيدي بن شرقي» غير بعيد عن الشريط الساحلي لولاية تيبازة وولاية الشلف، على بعد 26 كلم إلى شرق مدينة عين الدفلى، وعلى بعد 65 كلم جنوب شرق ميناء الحمدانية، وعلى بعد 22 كلم جنوب سد كاف الدير.
وهذا الموقع الرائع جنوب جبال الظهرة المطلة على وادي الشلف، يجعل منه موقعا استراتيجيا مقابلا للطريق الوطني رقم 65.
وتقع «زاوية سيدي بن شرقي» على بعد 13 كلم إلى الجنوب الشرقي من مدينة عين الدفلى، ويطل على وادي الشلف.
وتوجد هذه الزاوية قرب مرتفعات جبال الظهرة.

## أعلام الزاوية
- بلقاسم بونجار
- قويدر بونجار
- محمد فقير

## مكتبة الصور

بلدية العبادية
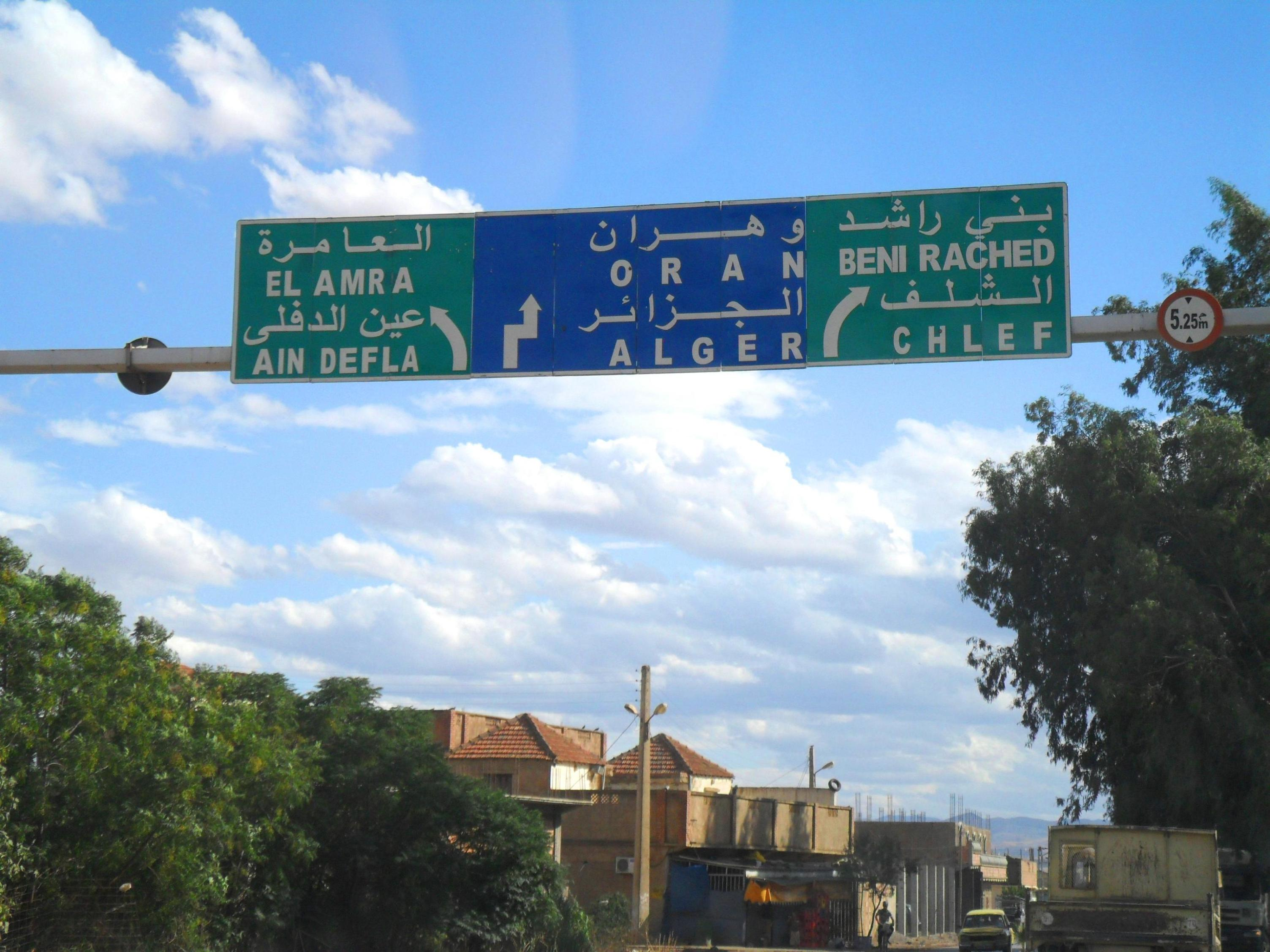
بلدية العبادية
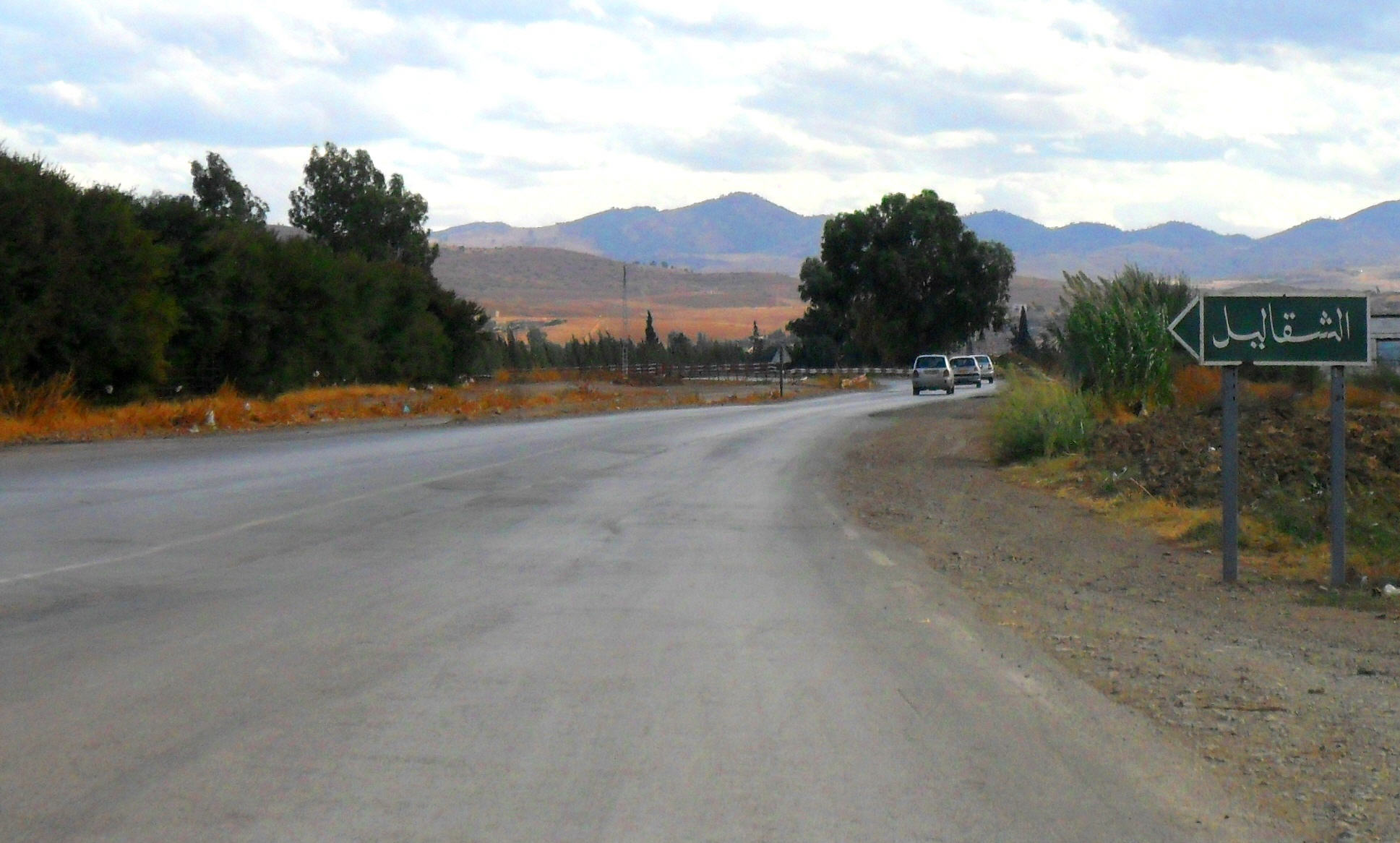
بلدية العبادية
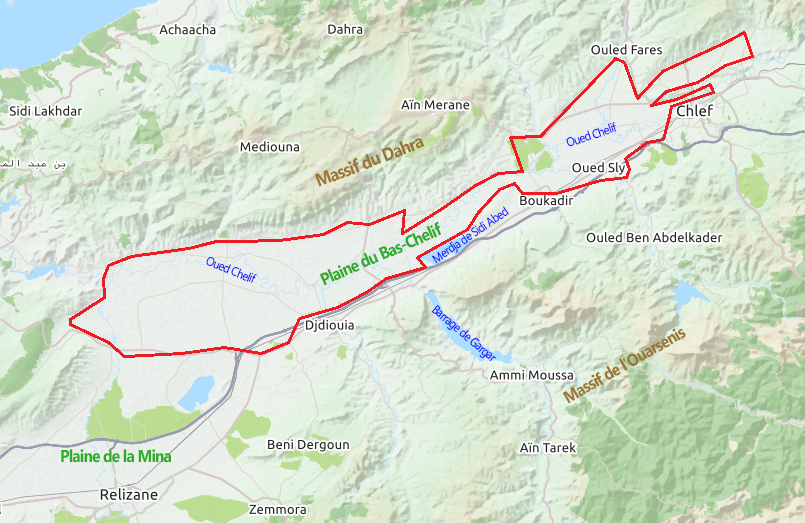
سهل الشلف[الفرنسية]
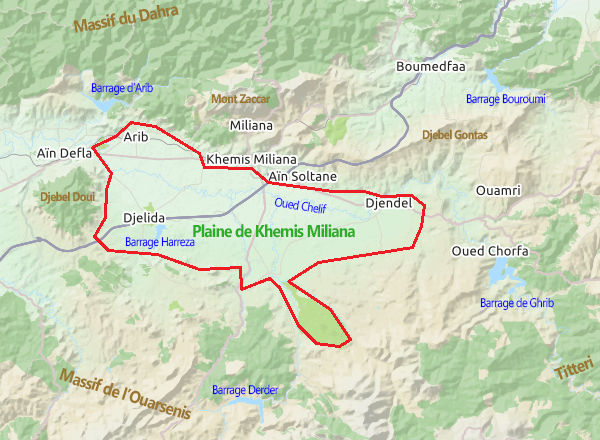
سهل خميس مليانة[الفرنسية]
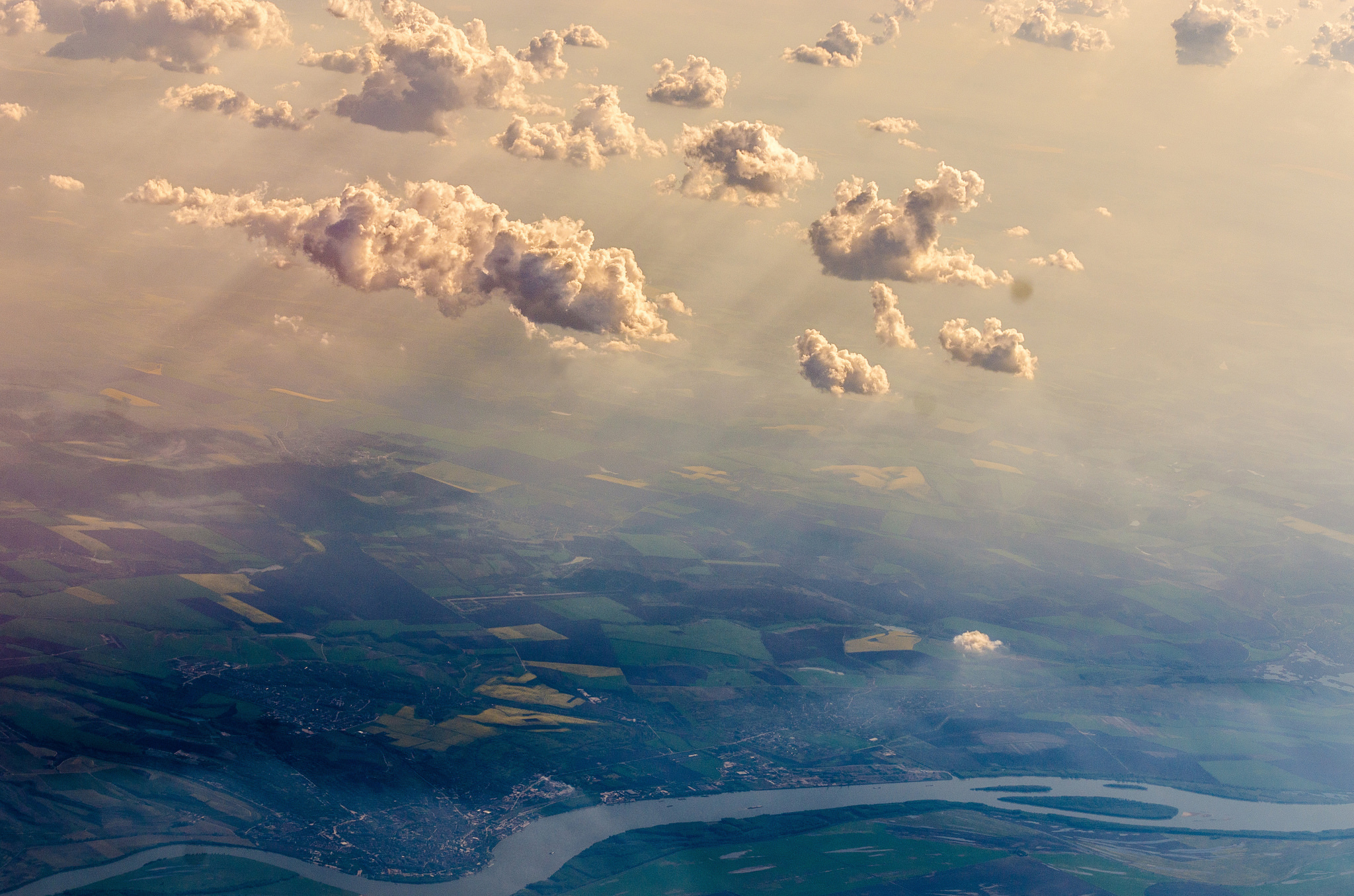
وادي الشلف
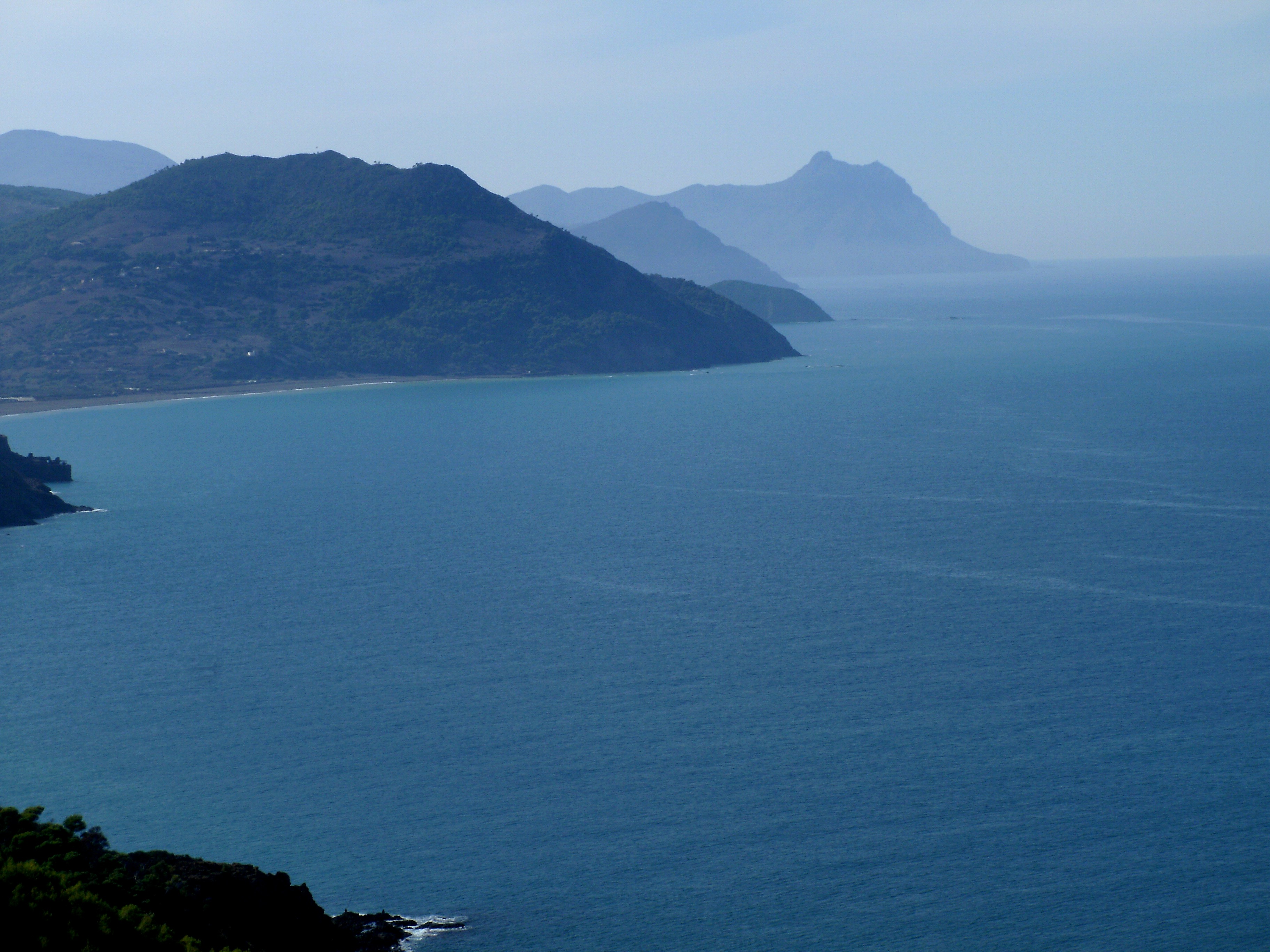
جبال الظهرة
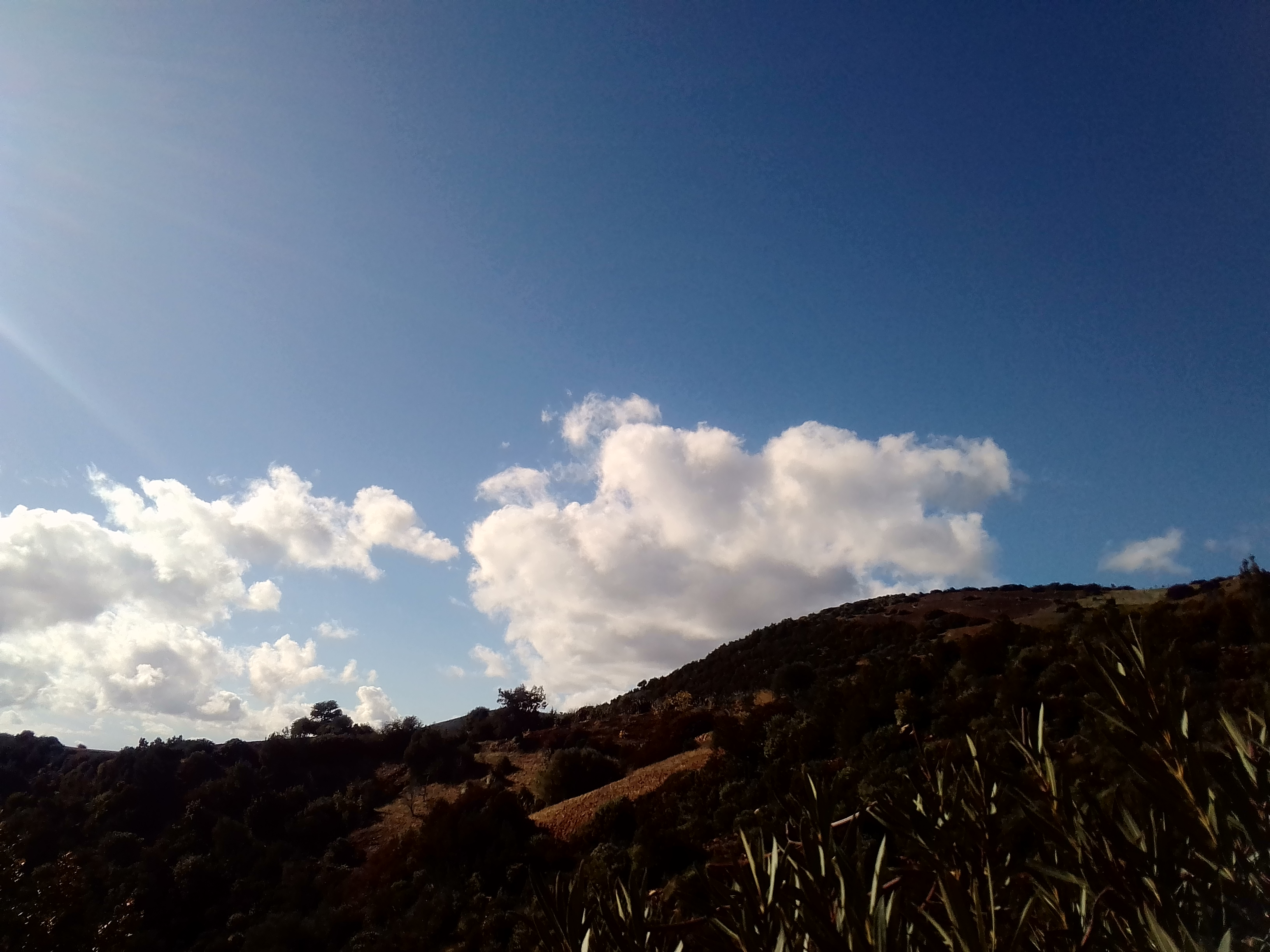
جبال الظهرة

### مواضيع ذات صلة
- المرجعية الدينية الجزائرية
- وزارة الشؤون الدينية الجزائرية
- الحزب الراتب: الحزاب - الباش حزاب - السلكة - الشيخ - المريد - الورد - الوارد
- الزوايا في الجزائر
- الطريقة الرحمانية
- زاوية سيدي أمحمد بن عبد الرحمن الأزهري
- زاوية سيدي بوسحاقي الزواوي
- زاوية أولاد بومرداس
- زاوية الحمامي
- زاوية سيدي بوخروبة
- زاوية الهامل
- محمد بن عبد الرحمن الأزهري
- طريقة صوفية
- صوفية
- تاريخ التصوف
- جبال الظهرة
- سهل الشلف[الفرنسية]
- سهل خميس مليانة[الفرنسية]
- ولاية عين الدفلى
- دائرة العبادية
- بلدية العبادية
- محمد بن أبي القاسم الهاملي

### فايسبوك
- زاوية سيدي بن شرقي  على فيسبوك.

### فيديوهات
- 1- "تلاوة جماعية للقرآن الكريم" في "زاوية سيدي بن شرقي بونجار" في 1995م على يوتيوب
- 2- "تلاوة جماعية للقرآن الكريم" في "زاوية سيدي بن شرقي بونجار" في 1995م على يوتيوب
- 3- "تلاوة جماعية للقرآن الكريم" في "زاوية سيدي بن شرقي بونجار" في 1995م على يوتيوب
- 4- "تلاوة جماعية للقرآن الكريم" في "زاوية سيدي بن شرقي بونجار" في 1995م على يوتيوب
- 5- "تلاوة جماعية للقرآن الكريم" في "زاوية سيدي بن شرقي بونجار" في 1995م على يوتيوب
- 6- "تلاوة جماعية للقرآن الكريم" في "زاوية سيدي بن شرقي بونجار" في 1995م على يوتيوب
- 7- "تلاوة جماعية للقرآن الكريم" في "زاوية سيدي بن شرقي بونجار" في 1995م على يوتيوب
- فيضان "وادي الشلف" قرب "زاوية سيدي الحاج محمد بن شرقي" بالعبادية في عين الدفلى في 2018م على يوتيوب
- فيضان "وادي الشلف" قرب "زاوية سيدي الحاج محمد بن شرقي" بالعبادية في عين الدفلى في 2018م على يوتيوب
- فيضان "وادي الشلف" قرب "زاوية سيدي الحاج محمد بن شرقي" بالعبادية في عين الدفلى في 2017م على يوتيوب
- فيضان "وادي الشلف" قرب "زاوية سيدي الحاج محمد بن شرقي" بالعبادية في عين الدفلى في 2017م على يوتيوب
- فيضان "وادي الشلف" قرب "زاوية سيدي الحاج محمد بن شرقي" بالعبادية في عين الدفلى في 2011م على يوتيوب
- زاوية سيدي الحاج محمد بن شرقي بالعبادية في عين الدفلى في 2010م على يوتيوب
- زاوية سيدي الحاج محمد بن شرقي بالعبادية في عين الدفلى في 2016م على يوتيوب
- زاوية سيدي الحاج محمد بن شرقي بالعبادية في عين الدفلى في 2017م على يوتيوب
- وعدة "زاوية سيدي الحاج محمد بن شرقي" بالعبادية في عين الدفلى في 2017م على يوتيوب
- حماية "زاوية سيدي الحاج محمد بن شرقي" من مشروع المرملة المضر بالبيئة في 2016م على يوتيوب
- تعريف بزاوية الهامل على يوتيوب
- تعريف بسيدي أمحمد بن عبد الرحمن الأزهري الزواوي على يوتيوب

### وصلات خارجية
- الموقع الرسمي لوزارة الشؤون الدينية والأوقاف الجزائرية